# Stefan Tomaszević Kotromanić
Stefan Tomaszević Kotromanić (ur. przed 1444 r., zm. czerwiec 1463 r.) – despota Serbii w 1459 r., król Bośni z dynastii Kotromanowiczów, sprawujący władzę od 1461 r. Syn Stefana Tomasza Kotromanicia z jego pierwszego związku małżeńskiego zawartego z Vojačą.

## Panowanie

### Despota Serbii
W 1459 r. na mocy porozumienia zawartego między jego ojcem Stefanem Tomaszem a możnowładcami serbskimi został ożeniony z córką despoty serbskiego Łazarza II – Heleną Marią, co umożliwiło jego wprowadzenie na tron serbski 8 kwietnia 1459 r. Jednak interwencja Turcji, której zwierzchność uznawała Serbia szybko doprowadziła do zajęcia stolicy kraju – Smederewa i likwidacji despotowiny. Stefan uciekł wtedy na dwór swojego ojca.

### Król Bośni
2 lata później objął tron bośniacki po tym jak zmarł jego ojciec – Stefan Tomasz, o którego śmierć podejrzewano Stefana Tomaszevicia. Przejął on rządy w trudnej sytuacji polityczno-społecznej zaraz po przymusowej katolicyzacji patarenów. W nagrodę za która papież Pius II przesłał mu koronę którą koronował się w listopadzie 1461 r. w Jajce. Wydarzenie to wywołało konflikt z królem węgierskim Maciejem Korwinem, który uważał Bośnię za swój kraj wasalny. dzięki pośrednictwu papieskiemu doszło rok później do zażegnania konfliktu, a Stefan Tomaszević uznał się za lennika węgierskiego. Przy tej okazji zawarto sojusz antyturecki z Węgrami, Albanią, Wenecją i Hercegowiną.

### Śmierć
Tymczasem w 1462 r. dyplomacji osmańskiej udało się uśpić czujność sojuszników poprzez zawarcie pokoju z Węgrami w listopadzie 1462 r. i tak na początku 1463 r. sułtan Mehmed II osobiście stanął na czele wyprawy wojskowej przeciwko Bośni, której nikt nie udzielił pomocy.
Kraj został opanowany bardzo szybko. Ludność siłą zmuszana do zmiany wiary i nienawidzącą miejscowej dynastii nie stawiała większego oporu najeźdźcy. W czerwcu 1463 r. wojska tureckie zajęły ostatnią twierdzę bośniacką Ključ, biorąc do niewoli samego króla, który wkrótce potem został ścięty z rozkazu sułtana.
Żona Stefana Helena Maria uratowała się z tej rzezi dzięki ucieczce na wybrzeże Morza Adriatyckiego. Według brytyjskiego historyka Stevena Rucimana Maria Helena trafiła potem do haremu jednego z tureckich oficerów. Z kolei według szesnastowiecznego Manuskryptu Massarelli Stefan i Helena Maria mieli dzieci, jednak żadne z nich nie jest znane z imienia.
W 1888 r. chorwacki archeolog Ćiro Truhelka odnalazł grób króla w Jajce.